# لانيناميفير

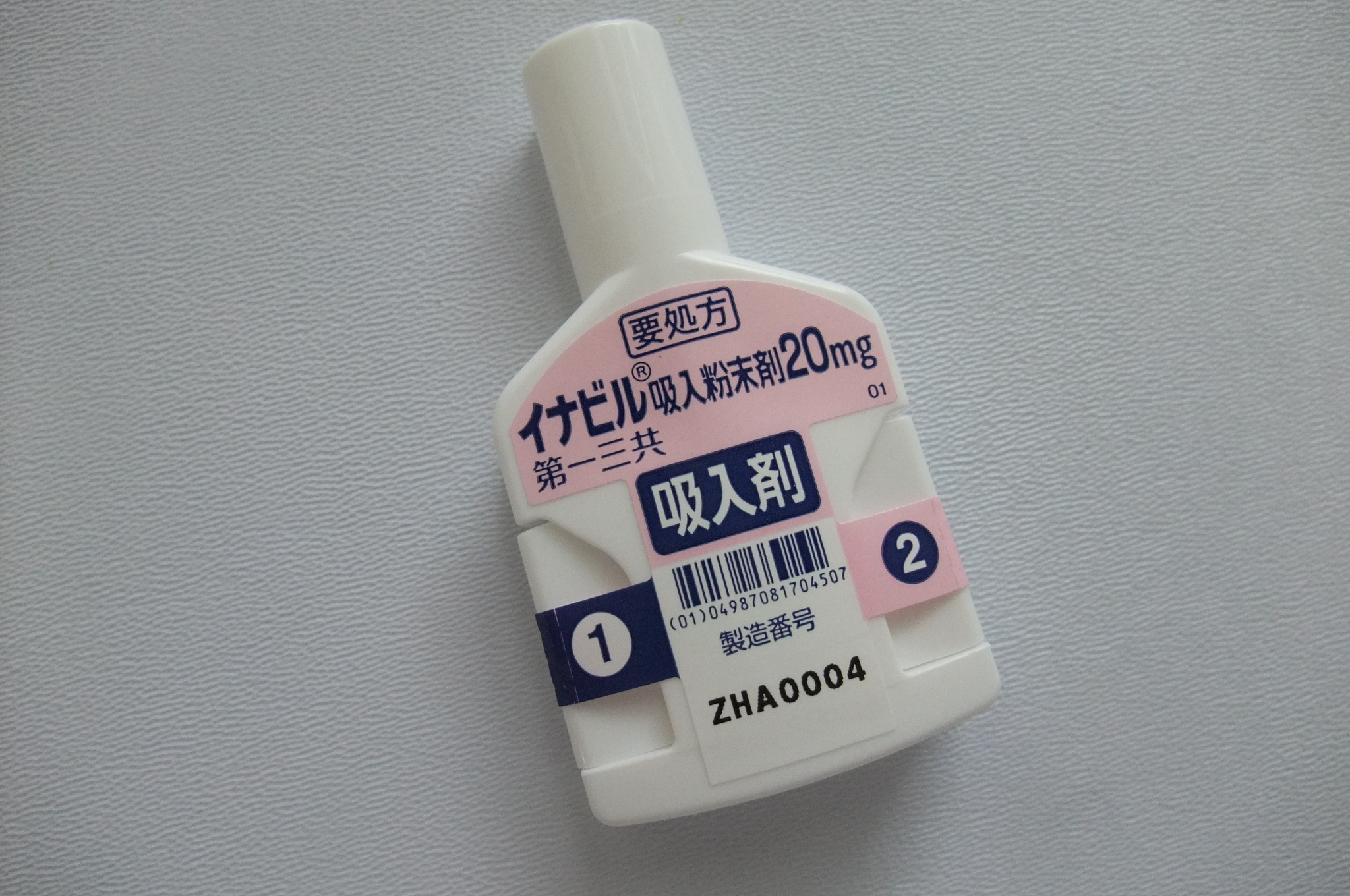
إنافير

لانيناميفير (CS-8958) هو مثبط للنيورامينيداز وهو دواء يستخدم للعلاج والوقاية من فيروس إنفلونزا أ وفيروس إنفلونزا ب. تجري حاليًا التجارب السريرية للمرحلة الثالثة. وهو مثبط للنيورامينيداز طويل المفعول يعطى عن طريق استنشاق الأنف.
تمت الموافقة على لانيناميفير لعلاج الإنفلونزا في اليابان في عام 2010 والوقاية في عام 2013. يتم تسويقه حاليًا تحت اسم إنفير بواسطة Daiichi Sankyo. Biota Pharmaceuticals و Daiichi Sankyo يشتركان في لانيناميفير. في 1 أبريل 2011، منحت BARDA ما يصل إلى 231 مليون دولار أمريكي لشركة Biota Pharmaceuticals (المعروفة سابقًا باسم Biota Holdings Ltd) وهي شركة فرعية مملوكة بالكامل، Biota Scientific Management Pty Ltd، للتطوير المتقدم لـ لانيناميفير في الولايات المتحدة. يخضع للتقييمات السريرية في دول أخرى.